# Огийко, Владимир Кузьмич
Владимир Кузьмич Огийко — советский хозяйственный и государственный деятель, лауреат Государственной премии СССР за выдающиеся достижения в труде.

## Биография
Родился в 1935 году в селе Никольском. Член КПСС.
В 1953—1965 годах — сварщик, военнослужащий Советской армии, сварщик завода номер 586 (ныне — «Южмаш») ГКОТ СССР.
В 1965—1991 годах — сварщик, монтажник, бригадир комплексной монтажно-строительной бригады СМУ-2 треста «Томскнефтестрой».
За большой личный вклад в увеличение добычи нефти и газа был в составе коллектива удостоен Государственной премии СССР за выдающиеся достижения в труде 1984 года.
Живёт в Томске.

## Награды
- Орден Ленина (17.06.1961)[1].
- Орден Трудового Красного Знамени